# Підлісненська сільська рада (Козелецький район)
Підлісненська сільська рада — адміністративно-територіальна одиниця та орган місцевого самоврядування в Козелецькому районі Чернігівської області. Адміністративний центр — село Підлісне.
3 вересня 2015 року увійшла до Кіптівської сільської громади шляхом об'єднання із наколишніми сусідніми сільрадами.

## Загальні відомості
- Населення ради: 994 особи (станом на 2001 рік)

## Населені пункти
Сільській раді підпорядковані населені пункти:
- с. Підлісне

## Склад ради
Рада складається з 12 депутатів та голови.
- Голова ради:
- Секретар ради: Шрамченко Тетяна Михайлівна

### Керівний склад попередніх скликань
| Прізвище, ім'я, по батькові | Основні відомості                                                         | Дата обрання | Дата звільнення |
| --------------------------- | ------------------------------------------------------------------------- | ------------ | --------------- |
| Дмитрик Наталія Іванівна    | Сільський голова, 1966 року народження, освіта вища, позапартійна         | 26.03.2006   | 31.10.2010      |
| Дмитрик Наталія Іванівна    | Сільський голова, 1966 року народження, освіта вища, член Партії регіонів | 31.10.2010   | 01.09.2014      |

Примітка: таблиця складена за даними сайту Верховної Ради України

### Депутати
За результатами місцевих виборів 2010 року депутатами ради стали:

#### За суб'єктами висування
| Суб'єкт висування         | Кількість обраних депутатів | %    |
| ------------------------- | --------------------------- | ---- |
| Самовисування             | 6                           | 50   |
| Партія регіонів           | 4                           | 33,3 |
| Народна партія            | 1                           | 8,3  |
| Українська Народна Партія | 1                           | 8,3  |

#### За округами
| № округу                  | Прізвище, ім'я, по батькові   | Дата визнання обраним | Освіта             | Партійна приналежність                | Відомості про обраного депутата                              |
| ------------------------- | ----------------------------- | --------------------- | ------------------ | ------------------------------------- | ------------------------------------------------------------ |
| Народна Партія            |                               |                       |                    |                                       |                                                              |
| 12                        | Поліщук Валерій Миколайович   | 01.11.2010            | вища               | позапартійний                         | Остерський лісгосп, лісник                                   |
| Партія регіонів           |                               |                       |                    |                                       |                                                              |
| 4                         | Ткаченко Ніна Петрівна        | 01.11.2010            | середня спеціальна | позапартійна                          | Підлісненський Фельшерсько-акушерський пункт, молодша сестра |
| 5                         | Сак Віталій Іванович          | 01.11.2010            | вища               | позапартійний                         | Підлісненська загальноосвітня школа І-ІІІ ст., вчитель       |
| 9                         | Дубина Валентина Петрівна     | 01.11.2010            | середня            | позапартійна                          | Козелецький територіальний центр, соціальний працівник       |
| 10                        | Шрамченко Тетяна Михайлівна   | 01.11.2010            | вища               | позапартійна                          | Підлісненська сільська рада, секретар                        |
| Українська Народна Партія |                               |                       |                    |                                       |                                                              |
| 8                         | Сухоцька Любов Миколаївна     | 01.11.2010            | середня спеціальна | позапартійна                          | Підлісненська сільська бібліотека, бібліотекар               |
| Самовисування             |                               |                       |                    |                                       |                                                              |
| 1                         | Кремчанін Ганна Григорівна    | 01.11.2010            | середня спеціальна | позапартійна                          | Підлісненська сільська рада, землевпорядник                  |
| 2                         | Надточій Валентина Олексіївна | 01.11.2010            | вища               | позапартійна                          | Підлісненська загальноосвітня школа І-ІІІ ст., вчитель       |
| 3                         | Підгайна Надія Петрівна       | 01.11.2010            | середня спеціальна | позапартійна                          | Підлісненський будинок культури, художній керівник           |
| 6                         | Ондюк Валентина Олексіївна    | 01.11.2010            | середня спеціальна | позапартійна                          | Підлісненська сільська рада, бухгалтер                       |
| 7                         | Васюк Надія Іванівна          | 01.11.2010            | середня            | позапартійна                          | Магазин с. Підлісне, продавець                               |
| 11                        | Бриль Григорій Олексійович    | 16.05.2011            | вища               | член Політичної партії «Наша Україна» | тимчасово не працює                                          |